# Baçka
Baçka (serb. Бачка, Bačka) – wieś w Kosowie, w regionie Prizren, w gminie Dragaš. W 2011 roku liczyła 52 mieszkańców. 